# Robert Lassalvy
Robert Lassalvy (Cournonterral 1932. –  31. ožujka 2001.) francuski karikaturist

## Životopis
Po dobivanju diplome na umjetničkoj akademiji u Parizu posvetio se crtanju humorističnih karikatura koje su pune mladih dama velikih grudi, i time se bavi punih 50 godina.      
1953. se oženio s Odette s kojom je imao dvoje djece, Dominique i Christophea. Ona je žena njegova života, podupire ga od prvih početaka do uspjeha u karijeri. Lassalvy je objavljivao svoje karikature u Njemačkoj, Danskoj, Brazilu, Bugarskoj, Hrvatskoj, Španjolskoj, Velikoj Britaniji i Japanu, gdje je iznad jedne njegove karikature objavljene na prvoj stranici novina pisalo:
1997. uz karikaturu bavi se i slikanjem koje je najlakše opisati kao Lassalvyjevo viđenje kubizma.

## Vanjske poveznice
- službene stranice (na engleskom i francuskom jeziku)  Arhivirana inačica izvorne stranice od 27. listopada 2008. (Wayback Machine)